# Hipótesis siluriana

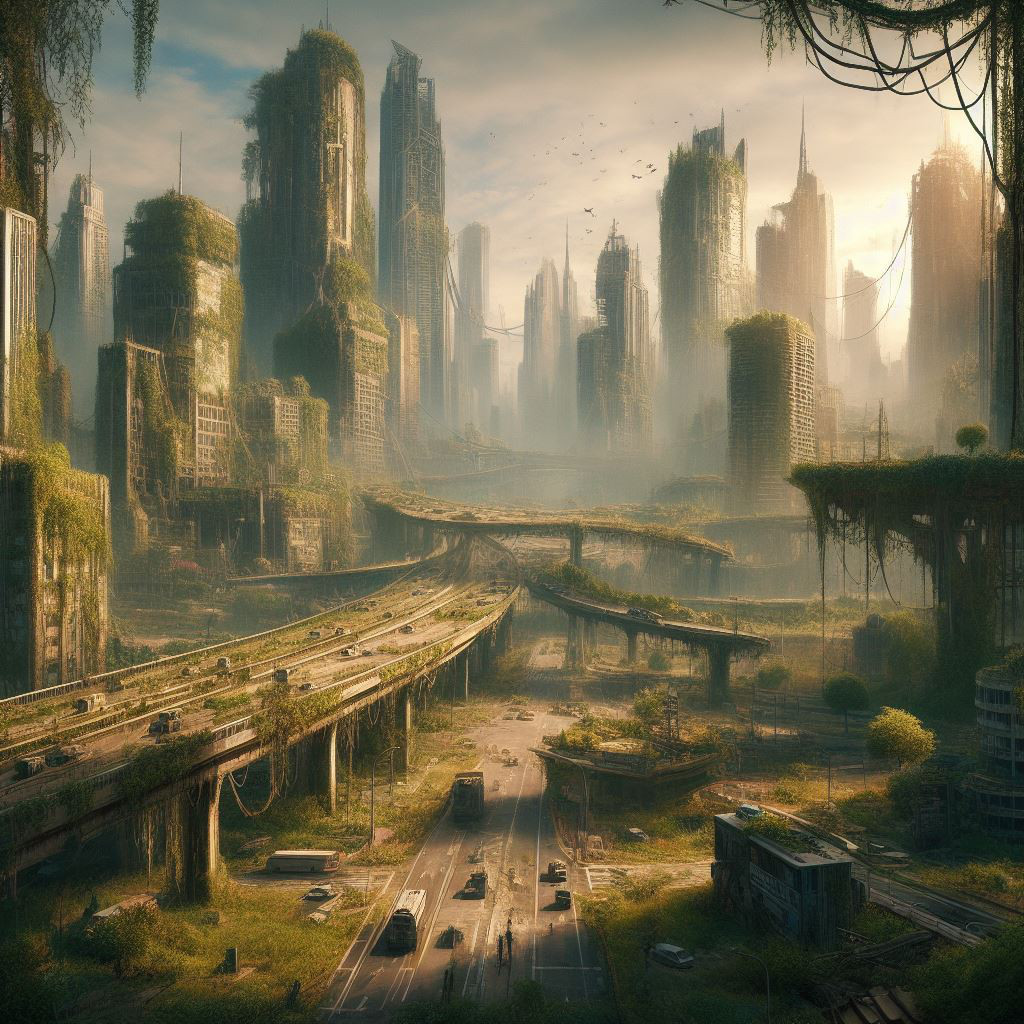
La civilización aniquilada

La hipótesis siluriana  es un experimento mental para evaluar la capacidad de la ciencia actual de localizar rastros de una supuesta civilización avanzada en la Tierra anterior a la existencia del hombre, existente tal vez del orden de millones de años atrás. La reflexión fue planteada por Adam Frank, astrofísico en la Universidad de Rochester, y Gavin Schmidt, director del Instituto Goddard de la NASA en 2018. El término inspirado por «Doctor Who y los Silurians», episodio de la serie británica Doctor Who.
Dada la extrema rareza de la fosilización y el hecho de que muy poco de la superficie de la Tierra precuaternario está expuesta, la hipótesis sostiene que en las posibles civilizaciones potenciales mayores de aproximadamente 4 Ma, las posibilidades de encontrar evidencia directa de su existencia a través de objetos o ejemplos fosilizados de su población es pequeña, y la evidencia de tal civilización debe buscarse a través de observaciones indirectas. Aunque la evidencia de civilizaciones extintas podría incluir artefactos tecnológicos, después de un gran lapso de tiempo es más probable que aparezca en formas tan indirectas como anomalías en la composición química o la relación de isótopos de los sedimentos. Los objetos que indican la posible evidencia de civilizaciones pasadas incluyen plásticos y desechos nucleares enterrados a gran profundidad o en el fondo del océano.
Las civilizaciones anteriores podrían haber ido al espacio y haber dejado artefactos en otros lugares del sistema solar, como la Luna y Marte. La evidencia de los artefactos en estos dos cuerpos celestes sería más fácil de encontrar que en la Tierra, donde la erosión y la actividad tectónica borrarían gran parte de ella.
Frank primero se acercó a Gavin para obtener una idea de cómo detectar civilizaciones alienígenas por su impacto potencial sobre el clima mediante el estudio de núcleos de hielo y anillos de árboles, pero ambos se dieron cuenta de que la hipótesis podría expandirse y aplicarse a la Tierra y a la humanidad, considerando que los humanos han estado en su forma actual durante los últimos 300.000 años y que han tenido tecnología sofisticada solo durante los últimos siglos.

## En la cultura popular
Los silúrianos de Doctor Who son una raza de reptiles humanoides del pasado de la Tierra, que hicieron su primera aparición en el programa en 1970. Frank y Schmidt citan Inherit the Stars, una novela de 1977 de JP Hogan que contiene una hipótesis similar, pero también dicen que se sorprendieron por lo poco que se exploró el concepto en la ciencia ficción. En el cuento de 1980 de Larry Niven "The Green Marauder", un extraterrestre de más de 700 millones de años (debido a los viajes relativistas) le cuenta a un humano sobre la última vez que visitó la Tierra y la desesperada súplica de la civilización anaeróbica de la Tierra por ayuda contra la creciente amenaza ambiental de la clorofila.
El episodio de Star Trek Voyager de 1997 " Origen distante " hace que la tripulación se encuentre con los voth, una raza espacial que parece haber evolucionado en la Tierra a partir de los dinosaurios. Al discutir esta teoría con un científico Voth, Chakotay especula que sus ancestros evolucionaron en un continente aislado que fue destruido por un cataclismo, con todos los rastros enterrados bajo océanos o kilómetros de roca.